# Jorien Jordaan
Jorien Jordaan (9 juni 2005) is een Nederlands korfballer. Met PKC speelt hij in de Korfbal League en won hij meerdere prijzen.

## Spelerscarrière

### Albatros
Jordaan begon met korfbal bij Albatros in Zwijndrecht.
Hier doorliep hij de jeugdteams, maar als op 15 jarige leeftijd mocht hij zijn eerste minuten maken in het 1e team. Zo speelde hij uiteindelijk 1 seizoen mee in het 1e team en kwam tot 25 goals. Echter, in 2022, op 16 jarige leeftijd besloot hij zich aan te sluiten bij het grotere PKC

### PKC
In 2022 kwam Jordaan terecht bij PKC. Ondanks dat hij nog jong was, mocht hij onder leiding van coaches Wim Scholtmeijer en Jennifer Tromp in seizoen 2022-2023 al zijn eerste minuten maken in PKC 1. Hij wist in dit seizoen zijn debuutgoal in de Korfbal League te maken.
Ook in seizoen 2023-2024 maakte Jordaan minuten in het 1e team, maar dat zat met spelers zoals Richard Kunst, Olav van Wijngaarden en Jelmer Jonker best ruim in de selectie.
In seizoen 2024-2025 kreeg Jordaan een roulerende basisplaats in PKC 1 na het vertrek van Richard Kunst. Zo beleefde PKC in dit zaalseizoen een lastig jaar ; ze verloren al vroeg in het seizoen Brett Zuijdwegt vanwege een blessure en draaide het niet in de ploeg. In de laatste speelronde van de competitie wist PKC zich alsnog als 4e te plaatsen voor de play-offs. Als nummer 4 moesten zij in de best-of-3 playoff serie spelen tegen DVO. PKC won de serie in 2 wedstrijden en plaatste zich , na een lastig seizoen, toch voor de zaalfinale van 2025. Tegenstander in Ahoy was het Delftse Fortuna. In de zaalfinale won PKC met 21-17.
Voor Jordaan was dit bijzonder - in de finale scoorde hij 8 goals en werd hij verkozen tot Beste Speler van de Finale.

## Erelijst
- Korfbal League kampioen, 2x (2024, 2025)
- Champions League kampioen, 2x (2024, 2025)
- Beste Speler van de KL Finale, 1x (2025)
- Beste Nieuwkomer in Korfbal League, 1x (2025)